# 耶律履
耶律 履（やりつ り、1131年 - 1191年6月）は、金の政治家。字は履道。『金史』では移剌 履（いらつ り）と呼ばれる。
遼の皇族である東丹王耶律突欲の七世の孫。父は耶律聿魯。子は元の政治家耶律楚材など。自ら忘言居士と号した。

## 概要
はじめは、金の興平軍節度使をつとめた族伯父の耶律徳元の養子となった。後に耶律徳元が実子の耶律震が生まれたが、族弟の耶律震が相続を放棄したので、耶律履が族伯父の家督を相続した。
科挙に及第して、国史院・翰林院・礼部を歴任して、歴史を編集する修史官を兼務していた。その間に『遼史』のもととなる原本の編纂に携わっていた。同時に承奉班祗候に封じられた。
金の世宗の勅命で、一時的に薊州刺史として赴任した。まもなく召還されて礼部侍郎・礼部尚書を経て、参知政事に昇進した。最終官職は尚書右丞である。
1191年（明昌2年）6月に61歳で病没した。諡は文献である。

## 一族

### 妻
- 蕭氏（契丹貴族の娘）
- 郭氏
- 楊氏

### 子
- 耶律弁才（1171年 - 1237年）：金の奉国上将軍、武廟署令、生母・郭氏
  - 耶律鏞：弁才の子
    - 耶律志公奴：鏞の子
    - 耶律謝家奴：志公奴の弟
- 耶律善才（1172年 - 1232年）：金の都水監使、生母・郭氏
  - 耶律鈞：善才の子、元の東平路工匠長官
    - 耶律有尚：鈞の子、元の国子祭酒
      - 耶律楷：有尚の子、元の奉訓大夫、鄧州知州、生母・伯徳氏
      - 耶律朴：楷の同母弟、元の太常礼儀院奉礼郎、生母・伯徳氏
      - 耶律権：楷の同母弟、元の江南湖北道粛政廉訪司僉事、生母・伯徳氏
      - 耶律栝：楷の異母弟、元の陝西行省宣使、生母・不詳
      - 耶律検：楷の異母弟、元の将士佐郎、広源庫知事、生母・不詳
- 耶律楚材：モンゴル帝国の書記官、生母・楊氏
  - 耶律鉉：楚材の長男、元の監開平倉、生母・梁氏
  - 耶律鋳（1221年 - 1285年）：楚材の次男、元の中書左丞相、生母・蘇氏（蘇軾の曾孫の蘇公弼の娘）[1]
    - 耶律希亮：鋳の子